# Dicheros nigrotestacea
Dicheros nigrotestacea är en skalbaggsart som beskrevs av Wallace 1867. Dicheros nigrotestacea ingår i släktet Dicheros och familjen Cetoniidae. Inga underarter finns listade i Catalogue of Life.